# Louise Suggs
Mae Louise Suggs, född 7 september 1923 i Atlanta, Georgia, död 7 augusti 2015 i Sarasota, Florida, var en amerikansk professionell golfspelare och en av skaparna av den moderna damgolfen.
Suggs började spela golf vid 10 års ålder. Efter en framgångsrik amatörkarriär, där hon bland annat vann tre proffstävlingar, blev hon professionell 1948 och vann ytterligare 55 proffstävlingar, däribland 11 majors. Hennes storhet som golfare visades inte minst av att hon mellan 1950 och 1960 bara en gång slutade sämre än trea på penninglistan.
Suggs var en av de spelare som först valdes in i LPGA Tour Hall of Fame när den invigdes 1967 och hon valdes också in i World Golf Hall of Fame 1979. Hon var en av grundarna av LPGA 1950 med bland andra Patty Berg och Babe Zaharias och var organisationens ordförande mellan 1955 och 1957.
Suggs kallades Miss Sluggs av Bob Hope.

## Majorsegrar
- 1946 Western Open, Titleholders Championship (Amatör)
- 1947 US Womens Open (Amatör)
- 1949 US Womens Open, Western Open
- 1952 US Womens Open
- 1953 Western Open
- 1954 Titleholders Championship
- 1956 Titleholders Championship
- 1957 LPGA Championship
- 1959 Titleholders Championship

## Professionella segrar
- 1948 Belleair Open, All-American Open, Muskegon Invitational
- 1950 Chicago Weathervane, New York Weathervane
- 1951 Carrollton Georgia Open
- 1952 Jacksonville Open, Tampa Open, Stockton Open,  All-American Women's Open, Betty Jameson Open
- 1953 Tampa Open, Betsy Rawls Open, Phoenix Weathervane, San Diego Open, Bakersfield Open, San Francisco Weathervane, Philadelphia Weathervane, 144 Hole Weathervane
- 1954 Sea Island Open (The Cloister), Betsy Rawls Open, Carrollton Georgia Open, Babe Zaharias Open
- 1955 Los Angeles Open, Oklahoma City Open, Eastern Open, Triangle Round Robin, St. Louis Open
- 1956 Havana Open, All-American Open
- 1957 Heart of America Invitational
- 1958 Babe Zaharias Open, Gatlinburg Open, Triangle Round Robin, French Lick Open
- 1959 St. Petersburg Open,  Dallas Civitan Open
- 1960 Dallas Civitan Open, Triangle Round Robin, Youngstown Kitchens Trumball Open, San Antonio Civitan
- 1961 Royal Poinciana Invitational, Golden Circle of Golf Festival, Dallas Civitan Open, Kansas City Open, San Antonio Civitan
- 1962 St. Petersburg Open

## Utmärkelser
- 1957 Vare Trophy
- 2000 Patty Berg Award, Commissioner's Award
- 1966 Georgia Athletic Hall of Fame
- 1967 LPGA Tour Hall of Fame
- 1979 World Golf Hall of Fame